# Bannisterita
La bannisterita es un mineral de la clase de los filosilicatos. Fue descubierta en 1967 en una mina de Caernarvonshire, en Gales (Reino Unido),
 siendo nombrada así en honor de Frederick Bannister, mineralogista británico. Un sinónimo es su clave: IMA1967-005.

## Características químicas
Es un aluminosilicato hidratado de calcio, potasio, sodio, hierro y manganeso, con aniones adicionales de hidroxilo. Su estructura molecular es de filosilicato de doble capa con anillos de sílice de seis miembros.
Además de los elementos de su fórmula, suele llevar como impureza cinc.

## Formación y yacimientos
Se forma en yacimientos de minerales del manganeso y cinc metamorfizados.
Suele encontrarse asociado a otros minerales como: anfibolitas mangánicas y cíncicas, rodonita, esfalerita, cuarzo, calcita, barita, fluorita, galena o apofilita.